# Ham Tae-young
Ham Tae-young (koreanisch 함태영; * 22. Oktober 1873 in Musan, früher Provinz Hamgyŏng-pukto, Korea, heutiges Nordkorea; † 24. Oktober 1964 in Seoul, Südkorea) war ein südkoreanischer Politiker und Pastor sowie von 1952 bis 1956 Dritter Vizepräsident von Südkorea und 1949 bis 1952 Zweiter Prüfungsleiter von Südkorea.